# Nix (rappeur)
Pour les articles homonymes, voir Nix.
Nix, né Nicolas Omar Diop à Dakar, le 19 septembre 1978, est un rappeur et entrepreneur sénégalais.
Il sort son premier album solo Black Crystal en 2003. Il traverse presque toutes les périodes du hip-hop sénégalais et africain et compte 8 projets musicaux et 14 nominations, dont 6 remportent des prix au Sénégal[réf. nécessaire]. Il a notamment travaillé avec Disiz, Oxmo Puccino, Wyclef, Jerry Wonda, Daara J Family, Omzo Dollar.

## Biographie
Né en 1978, il grandit à Dakar où il fait ses premiers pas dans la musique. En 1993, il débute avec un groupe appelé Kantiolis. En 1999, Jean-Pierre Seck, à l'époque rédacteur en chef adjoint du magazine de Rap français L'Affiche invite ce groupe en France après l'avoir découvert un an plus tôt sur la mix-tape du groupe de rap mythique sénégalais Positive Black Soul. Ce voyage lui permet de collaborer avec des artistes comme Oxmo Puccino, Hifi (du groupe X-Men), Movez Lang et Malekal Morte du 92i.
En février 2003, Nix sort son premier album solo intitulé Black Crystal et amène une nouvelle vibe[Quoi ?] en français au mouvement sénégalais. Il sort Black Crystal : Summer Edition six mois plus tard et celui-ci est consacré « Meilleur Album Solo » lors de la troisième édition des Hip Hop Awards au Sénégal. Il obtient aussi l'année suivante le prix du « Meilleur Clip-Vidéo » avec Rap Rek. L'année 2005 est marquée par la sortie de l'album du collectif Dakar All Stars (collectif réunissant Nix, Gaston, Keyti et Ass Malick). Nix étend sa notoriété hors des frontières Sénégalaises, grâce à une série de concerts organisée en Afrique de l’ouest francophone. 
L'album Rimes de Vie enregistré entre Bamako, Dakar, Paris et Stockholm sort en 2010 et provoque un vif intérêt. Nix est invité au Festival mondial des arts nègres (FESMAN) et partage le plateau musical du rappeur Rick Ross. La chaîne MTV est séduite et Nix fait l’objet d’une interview et d'un reportage sur la chaîne. De cette performance naît également une collaboration avec l'artiste Wyclef Jean, lui aussi séduit par la prestation de l'artiste. Cette même année Nix remporte le trophée du « Meilleur clip » avec Zik Des Gentlemen lors des Hip Hop Awards au Sénégal. Le premier concert de Nix hors des frontières africaines a lieu en septembre 2011 à La Bellevilloise (Paris) et il enchaîne avec la première partie de Sexion d'assaut à Nancy et un concert à Montpellier. En mai 2012, Nix profite de ses voyages entre Dakar, New York et Paris pour enregistrer et sortir une mix-tape intitulée Tha NixTape Vol.1 #RoadTrip. 
En 2015, Nix monte son label African Victory à Dakar avec son associé JAMC. En janvier 2016 sort Excuse My Wolof, un EP de 7 titres entièrement en wolof. Cet EP suscite un bon accueil auprès du public sénégalais et même au delà. Nix enchaîne avec la sortie de son album L'Art De Vivre le 30 septembre 2016, puis un concert à la Bellevilloise (Paris) en novembre de la même année. En juin 2017, Wyclef Jean l'invite à se produire à ses côtés, en compagnie du groupe de reggae dancehall français Nèg' Marrons, lors de son concert live exclusif à Paris pour la chaîne télé Trace Urban. En décembre 2017, il remporte le prix du « Best Lyriciste » aux Galsen Hip Hop Awards avec L'Art De Vivre.
Après avoir rappé en français pendant presque toute sa carrière, il revient à ses racines et sort les albums Excuse My Wolof (2016) et EMW II - The Ñuulest (2018) écrits en wolof . Ils contiennent des collaborations avec les beatmakers Flagrandelit et PassaBeatz.   
Le 26 décembre 2020, Nix sort le EP Virgo chez Deedo Records et Def Jam Africa. Un projet avec des contributions de Coco Cissoko, Obree, Fyffey et des productions de Flagrandelit.           

## Discographie
- Black Crystal (album), 2003
- Black Crystal Summer Edition (album), 2003
- Rimes de Vie (album), 2010
- Tha Nixtape Vol.1 #RoadTrip (mix-tape), 2012
- Excuse My Wolof (EP), 2016
- L'Art de Vivre (album), 2016
- EMW II - The Ñuulest (album), 2018
- Virgo (EP), 2020

## Récompenses
- 2003 : Meilleur Album Solo, Black Crystal Summer Edition, Hip Hop Awards (Dakar, Sénégal)
- 2004 : Meilleur Clip Vidéo, Rap Rek, Hip Hop Awards (Dakar, Sénégal)
- 2010 : Meilleur Clip Vidéo, Zik des Gentlemen, Hip Hop Awards (Dakar, Sénégal)
- 2017 : Meilleur Lyricist, L'Art de Vivre, Galsen Hip Hop Awards (Dakar, Sénégal)
- 2018 : 
  - Meilleur Clip Vidéo, Highlander, Galsen Hip Hop Awards (Dakar, Sénégal)
  - All Time Great pour toute sa carrière, Galsen Hip Hop Awards (Dakar, Sénégal)
- 2019 : Meilleur Clip Vidéo, The Ñuulest, Galsen Hip Hop Awards (Dakar, Sénégal)